# Robert Graves-díj
A Robert Graves-díjat (vagy egyszerűen csak Graves-díjat) Robert Graves angol költő anyagi támogatásával alapították 1968-ban, évente egy magyar vers, vagy verseskötet elismerésére. A díjat először 1970-ben, utoljára 1999-ben adták át.

## A díj létrejötte
Robert Graves angol költő – aki több ízben járt is Magyarországon – jó kapcsolatokat ápolt magyar irodalmárokkal, mások mellett Devecseri Gáborral, sőt állítólag még magával Aczél György kultúrpolitikussal is. Graves 1968-ban szembesült azzal, hogy Magyarországon kapott jogdíjai átválthatatlanok konvertibilis valutára, ezért Vajda Miklós javaslatára ebből az összegből, illetve a későbbi bevételekből egy díjat alapított. A díj egy-egy év legszebb versének elismerésére született, amit később „különleges, szép, ám betarthatatlan klauzulának” tartottak, így nem költői indulásra, és nem is életműre adták, hanem „hanem egy-egy kiválasztott versre irányzott fénysugárnak” tekintették a díjat a kuratóriumi tagok. Robert Graves egy autóút során fogalmazta meg – versben -, hogy az évente díjazandó vers milyen legyen:

„Tömör, magyar, büszke, önálló,

csak önmagával szembeszálló,

nem kapzsi, nem,

könnyen tud szállni fenn.”

Az 1972-ben Zelk Zoltánnak odaítélt díj után döntött úgy a kuratórium, hogy a jövőben elsősorban olyan fiatal költők elismerésére fordítják a díjat, akik esztétikai vagy politikai okból mellőzöttek. A díj odaítéléséről a Magyar Írószövetség tagjaiból alakult háromtagú kuratórium döntött. Az első grémium tagjai Devecseri Gábor, Nemes Nagy Ágnes és Vajda Miklós voltak, az utolsó kuratóriumé: Lakatos István, Lator László, Vajda Miklós, Somlyó György.
A díj jelentőségét nem csak az adta, hogy egy világhírű külföldi író magyar költői díjként alapította – ami világirodalmi viszonylatban is ritkaság -, hanem az is, hogy fennállása alatt mindvégig szakmai díjként tartották számon, mivel a kultúrpolitika nem szólt – nem szólhatott – bele az odaítélésébe.
A díj anyagi hátterét Graves halála után az örökösök már nem tartották fontosnak biztosítani, ezért 1993-tól Csepei Tibor zeneművész-író és a Magyar Írószövetség gondoskodott a díj fennmaradásáról.
A díjat utoljára 1999-ben adták át.

## Díjazottak
A díjat jellemzően Robert Graves születésnapján (vagy egy ahhoz közeli időpontban), július 24-én adták át. A kitüntetett verset a díj átadását megelőző év terméséből válogatták. Ezért előfordul, hogy például egy 1988-ban megjelent versért 1989-ben átadott díjat hol 1988-as, hol 1989-es dátummal láttak el.
- 1999:
  - Baránszky László Kosztolányi húga című verseskötetéért, és
  - Imreh András Feketerigó című verse az Aminek két neve van című kötetéből[9]
- 1998:
- 1997: Imre Flóra EHEU, FUGACES c. verse, megjelent a Holmi 1996/9. számában[8]
- 1996: Tóth Krisztina négy rövid költeményért, melyek a Holmi 1995 szeptemberi számában jelentek meg[10]
- 1995: Kemény István Nagymonológ c. verse az Alföldben és a Szép versek 1994. évi kötetében jelent meg[11]
- 1994: Tóth Judit Nisi dominus c. verse, megjelent az Orpheus című folyóirat 1993/1 számában[4]
- 1993: Nádasdy Ádám Mezőtúr c. verse, ami a  Holmi 1992 októberi számában jelent meg[12]
- 1992: Horváth Elemér Orpheusz redivius c. verse A szélrózsa gyökerei c. verseskötetéből (Orpheusz Kiadó, 1990)[13]
- 1991: Parti Nagy Lajos Mint egy szétgurult hőerőmű című verséért, mely a 2000 1990 márciusi számában jelent meg.
- 1990: Petőcz András Európa metaforája című versért, mely a 2000-ben jelent meg[5]
- 1989:
- 1988–1989[14]:
  - Bertók László Furkálja a semmit a szó c. szonettért, mely a Kortárs 1988 januári számában jelent meg[15]
  - Lászlóffy Aladár
- 1987: Ferencz Győző Vigyázat, omlásveszély! c. verséért[16]
- 1986: Szőcs Géza[8]
- 1985: Baka István Mefisztó- keringő ciklusban megjelent Liszt Ferenc éjszakája a Hal téri házban című verse a Döbling verseskötetéből (Szépirodalmi Könyvkiadó 1985)[17]
- 1984:
  - Takács Zsuzsa
  - Zalán Tibor
- 1983: nem adták ki a díjat[8]
- 1982: Lakatos István Atrium mortis c. verséért[18]
- 1981: Várady Szabolcs Holtpont derűje  c. versért, megjelent a Magyar Nemzet 1981. július 12i számában[19]
- 1980: Rakovszky Zsuzsa Strand c. verséért, megjelent a Madárúton című kötetben[20]
- 1979: Parancs János[21]
- 1978: Sumonyi Zoltán[22]
- 1977: Palasovszky Ödön A fürdőző Zsuzsanna c. verséért[23]
- 1976: Görgey Gábor Egy vacsora anatómiája c. verséért[24]
- 1975: Simon István Rapszódia az időről c. verséért posztumusz[24]
- 1974: Orbán Ottó Chile c. verse[24]
- 1973: Székely Magda Ítélet c. verséért, ami az Élet és Irodalomban jelent meg[25]
- 1972: Tandori Dezső S gyorsan, anyám, mert nagyon sietek c. verse[24]
- 1971: Zelk Zoltán Es és c. verse[24]
- 1970: Kálnoky László De profundis c. verséért, ami az Új Írás 1970 májusi számában jelent meg[24]